# Masse (Parascha)
Masse (hebräisch מַסְעֵי ‚Stämme, Züge‘) bezeichnet einen Leseabschnitt der Tora mit dem Text
Numeri/Bemidbar 33–36 (33 ; 34 ; 35 ; 36 ).
Es handelt sich um eine Lesung im Monat Aw.

## Wesentlicher Inhalt
Der Text nennt die Lagerstätten des Weges, den das Volk Israel während des Auszugs aus Ägypten bis zum Sinai nimmt. Auf dieser Reise stirbt Aaron auf dem Berg Hor. Gott befiehlt den Israeliten, jenseits des Jordans die Kanaaniter zu vertreiben und ihre Statuen zu zerstören.
Die Grenzen des verheißenen Landes werden genau beschrieben, und per Los sollen die Gebiete aufgeteilt werden. In einigen der Städte, die die Leviten bekommen, soll Menschen, die unabsichtlich jemanden getötet haben, Unterschlupf gewährt werden, bis ihr Fall vor Gericht entschieden wird. Es werden Regelungen für Tötungsdelikte getroffen.
Am Ende des 4. Buches Mose wird festgelegt, dass Grundstücke nur innerhalb eines Stammes vererbt werden dürfen, also bei Heirat der Töchter Zelophchads das Erbe bei der väterlichen Sippe bleibt.

## Haftara
Die zu dieser Parascha gehörige Haftara ist nach aschkenasischem Ritus Jeremia 2,4–28  und 3,4  und nach sephardischem Brauch Jeremia 2,4–28  und 4,1–2 .